# Charles H. Schneer
Ne doit pas être confondu avec Charles Schnee.
Charles Hirsch Schneer (5 mai 1920 - 21 janvier 2009), est un producteur américain, célèbre pour sa collaboration avec Ray Harryhausen, le spécialiste reconnu de l'animation en volume.
Travaillant chez Columbia Pictures, il est connu pour ses films des années 1950 et 1960 mettant en scène des créatures fantastiques contre des humains. Après sa rencontre avec Harryhausen vers 1954, les deux hommes montent des projets utilisant l'animation image par image en commençant par Le Monstre vient de la mer (1955) avec une pieuvre géante, Les Soucoupes volantes attaquent (1956) et À des millions de kilomètres de la Terre (1958) avec un monstre extraterrestre. La même année, leur projet suivant, Le Septième Voyage de Sinbad, est un immense succès populaire et est encore aujourd'hui considéré comme l'un des meilleurs films en animation image par image. Il connaît un autre grand succès en 1963 avec Jason et les Argonautes, célèbre pour sa scène de combat avec des guerriers squelettes et considéré comme un film culte. Dans les années 1970, il produit une suite à Sinbad avec Le Voyage fantastique de Sinbad (1974), qui est de nouveau un succès commercial ce qui l'incite à enchaîner avec un troisième et dernier film, Sinbad et l'Œil du tigre (1977).
Mais avec l'arrivée des effets spéciaux numériques et la concurrence de l'animatronique beaucoup plus rapide à produire, l'animation en volume devient désuète pour les studios et Schneer et Harryhausen décident alors de quitter le cinéma mais non sans un dernier film qui constituera l'apogée de leur art et de leur collaboration. Ils choisissent de retourner vers le récit fantastique avec le mythe de Persée contre Méduse. Mais en raison du nouvel attrait du public pour la science-fiction avec la « révolution » Star Wars, Columbia Pictures, avec qui Schneer a travaillé sur tous ses films, refuse de s'engager sur ce projet, et ils doivent finalement se tourner vers la Metro-Goldwyn-Mayer qui accepte. Fort d'un budget élevé, Le Choc des Titans sort en 1981, le même jour que Les Aventuriers de l'arche perdue, ce qui ne l'empêche pas de devenir un succès commercial et critique, et Schneer et Harryhausen tirent leur révérence.

## Biographie
Diplômé de l'université Columbia en 1940, Schneer sert dans l'unité photographique du Corps des transmissions de l'armée des États-Unis pendant la Seconde Guerre mondiale, puis part pour Hollywood après sa démobilisation.

### Sam Katzman
Il rejoint Columbia Pictures, pour qui il écrit le scénario de Prince des voleurs (1948) pour Sam Katzman, mettant en scène le personnage de Robin des Bois. Il s'attèle ensuite à l'adaptation du poème The Corsair de Byron pour Katzman mais le projet ne se concrétise pas. Schneer est crédité comme producteur associé sur Le 49e homme (en) (1953) de Katzman. Il est également producteur de la série TV The Web (1954).

### Ray Harryhausen
Schneer est présenté à Ray Harryhausen par un ami commun datant la période de Schneer dans l'armée. Ensemble, les deux hommes créent Le Monstre vient de la mer (1955) qui montre une pieuvre géante faisant des ravages sur le pont du Golden Gate. Pour économiser de l'argent, la pieuvre n'a que six tentacules, ce que Schneer prétend avec justesse  que personne ne le remarquera. Ce film utilise de l'animation en volume image par image que les deux hommes réemploieront plus efficacement dans les films suivants. Harryhausen le décrit comme un « producteur unique », « bien qu'il ne fumait pas de gros cigares noirs ». Schneer produira finalement tous les films de Harryhausen à l'exception de Un million d'années avant J.C. (1967). Harryhausen et Scheer travaillent ensuite ensemble sur Les Soucoupes volantes attaquent (1956) que Schneer produit.

### Morningside Productions
En 1956, il est annoncé que Schneer envisageait de rejoindre le studio RKO mais il change d'avis et signe un contrat de trois films avec Columbia pour ses Morningside Productions. Schneer réalise le drame romantique Commando dans la mer du Japon (1957) avec Ronald Reagan et sa femme (créditée sous le nom de Nancy Davis). C'est la première fois qu'il travaille avec le réalisateur Nathan Juran. Il enchaîne avec À des millions de kilomètres de la Terre (1958) avec Harryhausen, réalisé par Juran.
En mars 1957, il signe un nouveau contrat de trois films avec Columbia. Il produit le film noir Police vendue à Brooklyn (en) (1958), et le film de guerre Tarawa, tête de pont (1958), tous deux réalisés par Paul Wendkos. Le troisième film est un grand succès populaire : Le Septième Voyage de Sinbad (1958), toujours avec Harryhausen, réalisé par Juran et qui met en vedette Kerwin Mathews, qui était aussi la tête d'affiche de Tarawa. Schneer réalise deux westerns avec Fred MacMurray, Terre de violence (1959) (réalisé par Juran) et Le Salaire de la haine (1959) (réalisé par Wendkos).
En mai 1959, il est annoncé que Schneer ferait neuf films pour Columbia, dont La Bataille de la mer de Corail, L'Homme des fusées secrètes, Les Voyages de Gulliver, L'Île mystérieuse, et Air Force Academy (ce-dernier ne sera jamais réalisé),.

### Londres
En 1960, Schneer installe sa base d'opérations à Londres, où il reste pendant 45 ans. Il produit un film biographique de Wernher von Braun, L'Homme des fusées secrètes (1960), réalisé par J. Lee Thompson, et le fantastique Les Voyages de Gulliver (1961), avec Kerwin Matthews. L'Île mystérieuse (1961), réalisé par Cy Endfield, est une adaptation du roman éponyme de Jules Verne, avec Harryhausen aux effets spéciaux. Gentleman to China avec Lloyd Nolan est annoncé mais n'est jamais réalisé.
Schneer connait ensuite l'un de ses plus grands succès avec Jason et les Argonautes (1963), toujours avec Harryhausen. Le scénariste Beverley Cross travaillera avec Schneer sur de nombreux projets futurs. Schneer produit ensuite un film médiéval, Le Siège des Saxons (1963), puis l'aventure coloniale À l'est du Soudan (1963), tous deux réalisés par Juran. Il retrouve Harryhausen pour Les Premiers Hommes dans la Lune (1964), également de Juran. Schneer produit une comédie Swinging Sixties réalisée par Michael Winner, You Must Be Joking! (en) (1965), et la version cinématographique de la comédie musicale Half a Sixpence (1967) avec Tommy Steele. Fifth Paw of the Lion est annoncé mais n'est jamais réalisé.
En Espagne, il produit un western, L'Ouest en feu (en) (1970), puis revient au fantastique avec La Vallée de Gwangi (1969), avec Harryhausen, puis le thriller L'Exécuteur (1970), réalisé par Sam Wanamaker.

### Derniers films
Schneer produit trois autres films avec Harryhausen : Le Voyage fantastique de Sinbad (1973), réalisé par Gordon Hessler, Sinbad et l'Œil du tigre (1977), réalisé par Wanamaker, et Le Choc des Titans (1981), réalisé par Desmond Davis.
Harryhausen déclare plus tard que le secret de son succès avec Schneer est « de ne jamais être d'accord. [...] Nous étions ensemble depuis longtemps. Charles a toujours eu un grand intérêt pour le fantastique. Nous avons eu de nombreux désaccords, ce qui rappelle ce vieil adage : « Si deux personnes pensent exactement la même chose, l'une d'elles est inutile ». Nous nous sommes donc combattus sur beaucoup d'éléments des films, et à la fin nous convenions d'un compromis ».
Schneer meurt à Boca Raton en Floride à 88 ans.

## Filmographie
- Le 49e homme (en) (1953)
- Le Monstre vient de la mer (1955)
- Les Soucoupes volantes attaquent (1956)
- À des millions de kilomètres de la Terre (1957)
- Commando dans la mer du Japon (1957)
- Police vendue à Brooklyn (en) (1958)
- Tarawa, tête de pont (1958)
- Le Septième Voyage de Sinbad (1958)
- Terre de violence (1959)
- Le Salaire de la haine (1959)
- La Bataille de la mer de Corail (1959)
- L'Homme des fusées secrètes[20] (1960)
- Les Voyages de Gulliver (1960)
- L'Île mystérieuse (1961)
- Jason et les Argonautes (1963)
- Le Siège des Saxons (1963)
- À l'est du Soudan (1964) - non crédité
- Les Premiers Hommes dans la Lune (1964)
- You Must Be Joking! (en) (1965)
- Half a Sixpence (1967)
- La Vallée de Gwangi (1969)
- L'Ouest en feu (en) (1970)
- L'Exécuteur (1970)
- The Greeks Have a New Word (1970)
- Le Voyage fantastique de Sinbad  (1974)
- Sinbad et l'Œil du tigre (1977)
- Le Choc des Titans (1981)